# Johannes Darsow

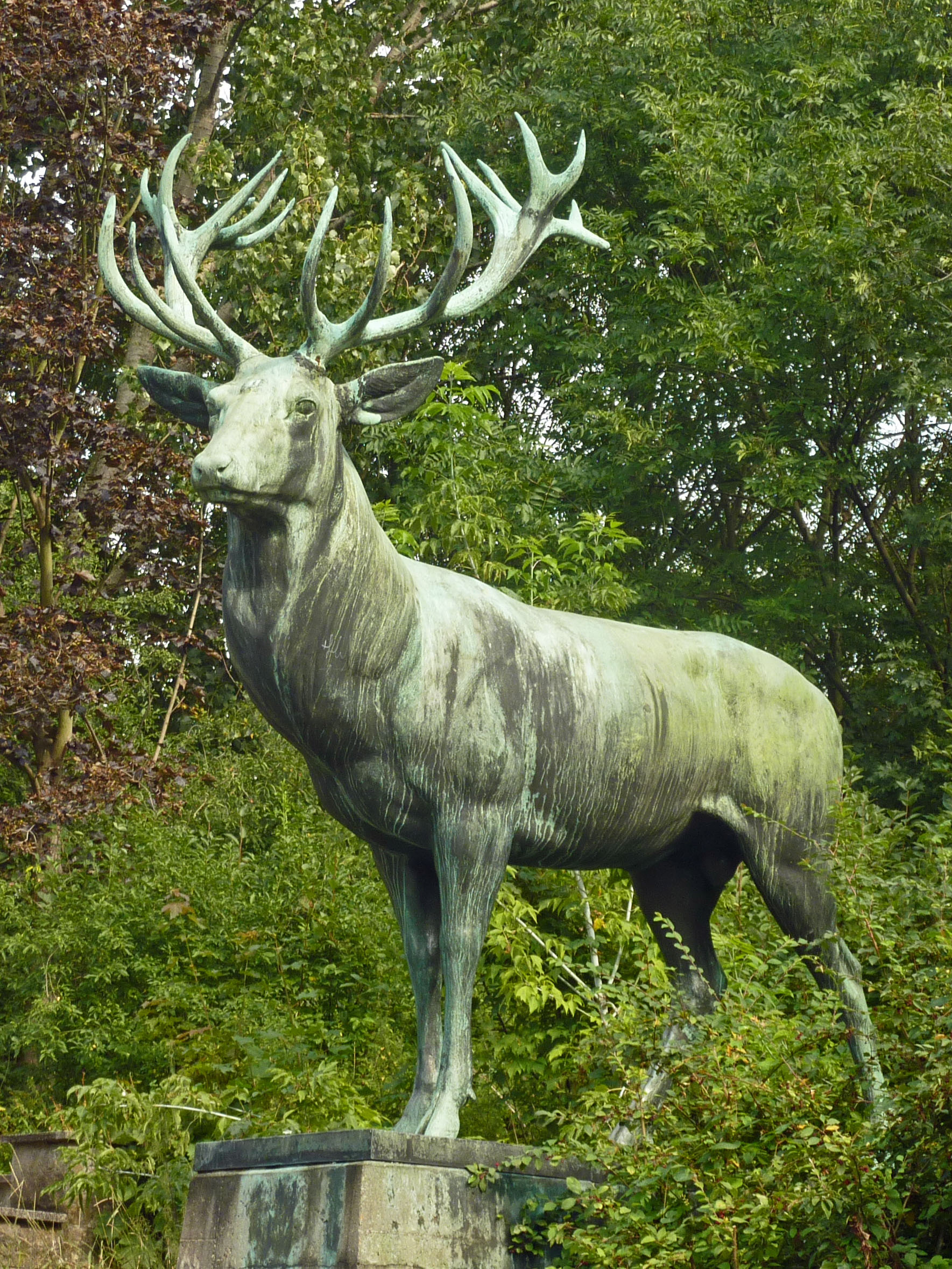
Kronenhirsch, bezeichnet Raufbold

Johannes Darsow (* 12. August 1877 in Berlin; † 13. Dezember 1940 ebenda) war ein deutscher Bildhauer.

## Leben und Werk
Darsow studierte von 1897 bis 1905 an der Dresdner Kunstgewerbeschule und an der Akademie in Berlin. Er erhielt als Berliner Student ein Stipendium von 1000 Mark vom Kuratorium der Emil Wentzelschen Stiftung. Mitstipendiaten waren damals Eberhard Encke und die beiden Maler Eckhard Schuh und Leonhard Schaum. Nach Abschluss des Studiums bereiste Darsow Italien.
Am 6. August 1912 heiratete er die 1878 geborene Elisabeth Auguste Amalie Ottilie von Kalckreuth.
Ab 1906 stellte er in Städten wie Berlin und München seine Werke aus. In der Zeit des Nationalsozialismus war Darsow Mitglied der Reichskammer der bildenden Künste. Er war von 1937 bis 1940 auf den Großen Deutschen Kunstausstellungen mit insgesamt sechs Tierplastiken vertreten. 1939 hatte er mit Josef Pallenberg und dem Keramiker Grotenburg eine Ausstellung in Krefeld.
Darsow schuf vor allem Genreskulpturen. Er lebte zeitweise in Berlin-Charlottenburg.
Für die Internationale Jagdausstellung 1937 in Berlin wurde ein überlebensgroßer Hirsch nach Darsows Entwurf aus Bronze gegossen. Dieses Standbild stellte den Hirsch „Raufbold“ dar, den Hermann Göring 1936 in der Rominter Heide geschossen hatte. Der damals noch goldfarbene Hirsch ist auf einem Farbfilm zu sehen, der über die Jagdausstellung gedreht wurde.
Nach Beendigung der Ausstellung wurde das Kunstwerk am westlichen Ende der Kastanienallee von Carinhall auf dem nach ihm benannten Hirschplatz aufgestellt. Im Gegensatz zu anderem Figurenschmuck aus Carinhall überstand der Hirsch das Ende des Dritten Reiches und die Nachkriegszeit. Er wurde später im Tierpark Berlin-Friedrichsfelde aufgestellt, nachdem er sich wohl bis 1950 im Schlosspark von Sanssouci befunden hatte.
Ein 1938 bei Lauchhammer gegossenes Duplikat wurde im Park des Jagdschlosses Grillenburg aufgestellt und befindet sich heute auf dem Kurplatz in Kurort Hartha.
Darsow lebte zuletzt in der an Berlin angrenzenden Kleinstadt Erkner. Er starb an Magenkrebs im Sankt Antonius-Krankenhaus in Berlin-Karlshorst.